# Монтепен, Ксавье де
Ксавье де Монтепен (фр. Xavier-Henry Aymon de Montépin; 10 марта 1823, Апремон — 30 апреля 1902, Париж) — французский писатель, один из основоположников жанра бульварного романа.

## Биография
Сын офицера Королевской гвардии и племянник представителя палаты Пэров. Имя Ксавье получил в честь своего деда по матери.
Ксавье де Монтепен обучался в Национальной школе хартий, затем изучал право, но очень быстро обратился к журналистике и литературе.
Во время революции 1848 года его соблазнила политика — он решительно выступил против республиканского правительства и руководил двумя сатирическими газетами: Le Canard, а затем Le Lampion (последняя с Ипполитом де Вильмесаном, который впоследствии стал влиятельным директором Le Figaro), сотрудничал с Pamphlet. В них печатались: Тимоте Тримм и Теодор де Банви́ль. Но эти периодические издания просуществовали недолго, и после ещё нескольких неудачных журналистских попыток Монтепен вернулся к писательской деятельности, где добился популярности и всеобщего признания.
В жизни соответствовал образу бонвивана, был любителем вкусно поесть, увлекался собаками и лошадьми. Жил на своей вилле в Кабуре и, с 1882 года, в особняке в Парижском районе Пасси, где и скончался 30 апреля 1902 года. Похоронен на старом западном кладбище в Булонь-Бийанкур департамента О-де-Сен (западный пригород Парижа), 6-й участок, рядом с могилой жены Луизы Лесюр (фр. Louise Lesueur) и могилой Каролины Лесюр (фр. Caroline Lesueur).

## Литературное творчество
Ксавье де Монтепен — автор серий иллюстрированных романов-фельетонов и драм. В начале своей карьеры подрабатывал литературным негром.
В 1847 году он опубликовал в сотрудничестве с маркизом Теодором де Фудра свою первую книгу «Рыцари ландскнехта» (фр. Les Chevaliers du lansquenet), ключевой роман, повествующий о смелых приключениях.
В 1848 году совместно с Альфонсом-Бернаром Калонном вышли две сатирические брошюры: «Три дня февраля» (фр. Les Trois journées de février) и «Временное правительство» (фр. Le Gouvernement provisoire, histoire anecdotique de ses membres).
В 1840-х и 1850-х годах Монтепен был усердным поставщиком в театры Ambigu, Gaité и Porte Saint Martin чудовищных мелодрам, с изобилием подземелий, убийств, отравлений, подмены детей и иных потрясающих катастроф.
Первый успех у него пришёл в 1855 году с публикацией романа «Лоретки», другой перевод названия — «Наштукатуренные девки» (фр. Les Filles de plâtre). Он вызвал скандал, книга изымается и запрещается во Франции, но в прессе перепечатываются особо острые места, а их автор становится знаменитостью. Скабрёзность романа стала причиной приговора Монтепена в 1856 году к трём месяцам тюремного заключения и штрафу в размере 500 франков.
После этого случая Ксавье де Монтепен публикуется во многих газетах и до самой своей смерти останется одним из самых известных фельетонистов. Как и многие успешные авторы того времени, он писал серии романов «длиной в километр», используя черновые работы других авторов. Установлено, что он брал работы Мориса Жогана (фр. Maurice Jogand), который публиковался также под именем Марк Марио (фр. Marc Mario).
Из наиболее известных его исторических романов стоит отметить: «Замок Орла» (фр. Le Médecin des pauvres, 1861 год, о Десятилетней войне во Франш-Конте); «Повешенный» (фр. Le Pendu, 1874 год, о религиозных войнах) и «Жемчужина королевского дворца» (фр. La Perle du Palais-royal, 1855 год, о времени Людовика XV). В остальном его творчестве преобладает сюжет, построенный в форме «романа жертвы»: истории людей, невиновных, которые были несправедливо осуждены (по воле злодеев или являются жертвами судебной ошибки) проходят сложный путь до окончательной реабилитации и наказания виновных. Этот сюжет стал самым популярным в литературе начала Третьей Республики. Одна из самых знаковых книг этого поджанра — «Разносчица хлеба» (фр. La Porteuse de pain, впервые была опубликована в Le Petit Journal с 15 июня 1884 года по 17 января 1885 года), является одним из бестселлеров XIX века, успешно адаптирована к показу в театре, кино и на телевидении.

Монтепен часто использует в качестве персонажей простых людей: сироту, уличную певицу или дочерей бродячего акробата. Но, как закоренелый роялист-консерватор, требует, чтобы каждый оставался на своем месте и, прежде всего, отказывался от любых революционных идей. Слова рабочего в романе «Фиакр № 13» (фр. Le Fiacre n ̊ 13):
Моё единственное занятие — моя работа… Политика меня раздражает, и потом я ненавижу беспорядки, смуты и все такое… Когда на улицах бунт, приходится закрывать мастерские.
Существует не менее двухсот произведений Монтепена, большинство из которых — романы, но и ряд театральных пьес, как собственной адаптации своих произведений к сцене, так и написанные в сотрудничестве (например, с Дюма или Д’Эннери).

## «Замок Орла»и суд с Жуссерандо
В конце 1850-х Монтепен написал юристу-республиканцу Луи Жуссерандо письмо, в котором просил его разрешения на небольшие заимствования из его романов «Алмаз Вуивры» (фр. Le Diamant de la Vouivre, 1843) и «Капитан Лакюзон» (фр. Le Capitaine Lacuzon, 1845). Жуссерандо, считая свои романы «мирно лежавшие в пыли, покрывавшей их в течение 20 лет» недостойными ни внимания, ни переиздания ответил Монтепену следующее: 
Если в набросках, опубликованных мной когда-то, вы найдете что-нибудь полезное для вашего произведения — можете их использовать…

Первое издание увидело свет в 1858 году с названием «Кровавая рука» (фр. La main sanglante, в том числе и на русском языке в 1860-м), в этом же году переиздано с названием «Красная маска» (фр. Le Masque rouge). Затем Монтепен перерабатывает роман и печатает новую версию в виде фельетона на страницах иллюстрированной газеты «Вечерний Париж» (фр. Les Veillées parisiennes с января по май 1861 г.) дав книге новое название: «Врач бедноты» (фр. Le Médecin des pauvres). Именно эта версия романа, несколько расширенная и отличающаяся от первых редакций произведения переиздается во Франции по сей день и издана на русском языке под названием «Замок Орла». Роман получил очень высокую оценку читателей, в газете писали: 
... огромный успех романа оправдал все надежды, возлагаемые нами на знаменитого автора и на бесспорные достоинства его произведения
Более того, в конце публикации «Врача бедноты» Монтепен заявил, что вскоре будет опубликован новый роман о Капитане Лакюзоне.
По словам Жуссерандо, ему «попался на глаза» роман Монтепена «Врач бедноты». Прочитав его, Жуссерандо был возмущен тем, что Монтепен не ограничился «небольшими» заимствованиями, а просто «обокрал» его, напечатав роман под своим именем, предварительно изменив имена и некоторые события сюжета (к примеру, Монтепеном была изъята фантастическая линия с Вуиврой). Жуссерандо гневно пишет Монтепену: 
Ах, вот оно что! Вы решили издать под своим именем еще и моего «Капитана Лакюзона»? Это вполне в вашем духе!
Жуссерандо подает на Монтепена в суд за плагиат, в ответ Монтепен подает иск против Жуссерандо за клевету. Суд отказал обоим истецам в удовлетворении, отпустив ни с чем, и обязав выплатить судебные издержки.
Вот несколько цитат из решения суда по этому делу:
...хотя заимствования, сделанные последним из произведений Жуссерандо, являются чрезмерными, и чувство деликатности должно было умерить их размер, разрешение, данное ранее де Монтепену, запрещает усмотреть в них наличие подлога ... это разрешение исключает возможность преследования по закону за недобросовестное использование и узурпацию...
Суд постановил:
Снять обвинения с Жуссерандо и Вильмессана в клевете, поданные против них в жалобе де Монтепена;

Снять с Монтепена обвинения в подлоге, поданные против него в жалобе Жуссерандо;

Обязать обоих к оплате судебных издержек по делам каждого из них.

## Дворянский титул
В статье Роже Мусника указано, что Ксавье де Монтепен был сыном графа. Изначально, старший сводный брат отца Монтепена, то есть дядя писателя, действительно носил титул графа. Молодой Ксавье часто гостил у дяди в замке и мечтал получить его в наследство. Находясь в долгах он пошёл на риск и попытался «заложить» замок дяди ростовщикам. Когда дядя узнал об этом, он лишил племянника наследства. Титул, в отличие от материального имущества, завещать невозможно, он только может перейти по наследству. Так как у дяди не было собственных детей мужского пола, то его наследником в части титула графа был его младший сводный брат по отцу. Во Франции титул виконта использовался двояко: в одном случае это самостоятельный дворянский титул, передававшийся по наследству, а в другом — титул наследника графа. При жизни дяди писателя, имевшего титул графа, титул виконта носил его наследник, то есть отец писателя. После смерти дяди в 1862 году, титул графа перешёл его брату, то есть отцу Монтепена, а титул виконта самому Монтепену. В переводном издании 1862 года перед именем писателя уже указано В-та, — это сокращение слова виконт в родительном падеже. До этого момента у писателя титул не указывался, хотя приставка де (фр. de) «из» перед фамилией уже обозначала принадлежность к старому (то есть дореволюционному) дворянству, то есть полная его фамилия Эймон де Монтепен. Первоначально собственно фамилия этого рода Эймон (Aymon), а Монтепен название поместья, впоследствии ставшее частью фамилии.
После смерти отца в 1876 году Монтепену достался и графский титул. Но в 1884 году во Франции все дворянские титулы были упразднены. Если кого-либо во Франции называли (и называют сейчас) с упоминанием дворянского титула, то это не более дань традиции и уважению.
В 1995 году украинское издательство «Зовнішторгвидав України» выпустило книгу «Бал в отеле Дьявола. Ясновидящая», на обложке которой Монтепен именовался в титуле маркиза. Издательство желало привлечь этим читателей, на волне бума романов Маркиза де Сада, к менее известному «маркизу» де Монтепену. С этого момента Ксавье де Монтепену стали ошибочно причислять дворянский титул «маркиза».

## Произведения Монтепена в России
Романы Ксавье де Монтепена стали выходить в России с 1860 года и пользовались огромным успехом. В 1903 году в Киеве начали выпускать полное собрание сочинений писателя, однако замысел не был доведён до конца. В юности произведениями Монтепена увлекался Максим Горький, о чём он сам написал в своей повести «В людях». Многие романы писателя были переведены на русский язык несколько раз с различными названиями, что вызывает путаницу у читателей.